# Großer Preis von Brasilien 2018
Der Große Preis von Brasilien 2018 (offiziell Formula 1 Grande Prêmio Heineken do Brasil 2018) fand am 11. November auf dem Autódromo José Carlos Pace in São Paulo statt und war das 20. Rennen der Formel-1-Weltmeisterschaft 2018.

## Bericht

### Hintergründe
Nach dem Großen Preis von Mexiko stand Lewis Hamilton mit einem uneinholbaren Vorsprung von 64 Punkten auf Sebastian Vettel und 122 Punkten auf Kimi Räikkönen vorzeitig als Fahrerweltmeister der Saison 2018 fest. In der Konstrukteurswertung führte Mercedes mit 55 Punkten vor Ferrari und mit 223 Punkten vor Red Bull Racing. Damit stand auch Mercedes als Weltmeister fest.
Beim Großen Preis der USA stellte Pirelli den Fahrern die Reifenmischungen P Zero Medium (weiß), P Zero Soft (gelb), P Zero Supersoft (rot) sowie für Nässe Cinturato Intermediates (grün) und Cinturato Full-Wets (blau) zur Verfügung.
Es gab erneut zwei DRS-Zonen. Die erste DRS-Zone befand sich zwischen Kurve drei und Kurve vier, der Messpunkt lag in Kurve zwei im Senna-S. Die zweite DRS-Zone befand sich auf der Start-Ziel-Geraden. Der Messpunkt befand sich nach Kurve 13.
Mit Vettel (dreimal), Hamilton und Räikkönen (jeweils einmal) traten drei ehemalige Sieger zu diesem Rennen an.
Als Rennkommissare für dieses Rennwochenende fungierten Tim Mayer (USA), Silvia Bellot (ESP), Emanuele Pirro (ITA) und Felipe Giaffone (BRA).

### Training
Im ersten freien Training mit einer Dauer von 90 Minuten, das am Freitagvormittag stattfand, fuhr Red-Bull-Pilot Max Verstappen in 1:09,011 Minuten vor Vorjahressieger Vettel im Ferrari und Hamilton im Mercedes die schnellste Runde. Lando Norris übernahm in dieser Einheit den McLaren von Fernando Alonso, Antonio Giovinazzi den Sauber von Marcus Ericsson und Nicholas Latifi den Force India von Sergio Pérez.
Im ebenfalls 90-minütigen zweiten freien Training am Nachmittag pilotierten wieder alle Stammfahrer ihre Boliden. In 1:08,846 Minuten fuhr Mercedes-Fahrer Valtteri Bottas die schnellste Runde vor Teamkollege Hamilton und Vettel.
Im 60-minütigen dritten freien Training am Samstagvormittag lag Vettel in 1:07,948 Minuten vor Hamilton und Bottas an der Spitze.

### Qualifying
Wie üblich fand auch dieses Qualifying dreigeteilt statt. Im ersten Teil (Q1) hatten die Fahrer 18 Minuten Zeit, sich für das Rennen zu qualifizieren. Voraussetzung dafür war das Erzielen einer Rundenzeit, die maximal 107 Prozent der schnellsten Rundenzeit betrug. Alle Fahrer erreichten eine solche Rundenzeit. Die 15 schnellsten Fahrer erreichten den zweiten Teil, dagegen schieden die McLaren-Piloten Alonso und Stoffel Vandoorne, Williams-Fahrer Lance Stroll, Brendon Hartley im Toro Rosso sowie Carlos Sainz jr. im Renault aus. Mit einer Zeit von 1:08,205 Minuten fuhr Verstappen die schnellste Runde. Etwa zehn Minuten vor Ende des ersten Segments setzte leichter Regen ein, der erst zu Beginn des dritten Segments wieder aufhörte. Trotzdem konnten alle Fahrer die Session auf Slicks absolvieren.
Das zweite Segment des Qualifyings (Q2) dauerte 15 Minuten. Die in Q1 erzielten Zeiten zählten hierfür nicht. Für den dritten Teil wurde das Feld auf die zehn schnellsten Fahrer reduziert. Die Force-India-Piloten Pérez und Esteban Ocon sowie Sergei Sirotkin im Williams, Nico Hülkenberg im Renault und Kevin Magnussen im Haas schieden aus. Bottas erzielte in einer Zeit von 1:07,727 Minuten die schnellste Runde. Die Streckenoberfläche blieb trotz des Regens trocken.
Im dritten Teil (Q3) wurde in zwölf Minuten die Belegung der ersten zehn Startplätze ermittelt. Die zuvor erzielten Zeiten wurden hierfür erneut nicht gezählt. In 1:07,281 Minuten fuhr Hamilton die schnellste Runde und erzielte damit die Pole-Position vor Vettel und Bottas. Hamilton erzielte somit seine insgesamt 82. Pole-Position.

### Rennen
Beim Start verteidigte Hamilton seine Führung. Im Senna-S konnte Bottas an Vettel vorbei auf Platz zwei gehen. Im Mittelfeld berührte Ericsson mit seinem Fahrzeug zunächst den Haas-Boliden von Romain Grosjean, anschließend auch den von dessen Teamkollegen Magnussen. Trotz einer leichten Beschädigung konnte Ericsson zunächst davon unbehelligt weiterfahren. Nach der fünften Runde führte Hamilton das Feld an. Dahinter folgten Bottas, Verstappen, der die Ferrari-Piloten überholt hatte, Räikkönen, Vettel und Daniel Ricciardo im zweiten Red Bull. In Runde neun wurde Bottas von Verstappen überholt.
In der 18. beziehungsweise 19. Runde fuhren Bottas und Hamilton als erste Piloten aus der Spitzengruppe zum Reifenwechsel an die Box. Beide wechselten von der Reifenmischung Supersoft auf Medium. Hamilton verlor die Führung damit vorerst an Verstappen. In der 27. beziehungsweise 31. Runde kamen auch die Ferrari-Fahrer Vettel und Räikkönen an die Box und wechselten ebenfalls auf Medium. Im 35. Umlauf kam auch Verstappen an die Box und Ricciardo übernahm die Führung des Rennens. Verstappen fiel zunächst wieder hinter Hamilton zurück. In der 39. Runde schloss Ricciardo die Boxenstopps der Spitzengruppe ab. Die Red-Bull-Piloten wechselten anders als ihre Kontrahenten von Mercedes und Ferrari zuvor von Supersoft auf Soft. Zwischenzeitlich hatte Ericsson das Rennen wegen der Schäden an seinem Fahrzeug in der 20. Runde an der Box aufgegeben, nachdem er sich zuvor auf der Strecke gedreht hatte.
In Runde 39 ging der auf Soft schnellere Verstappen an Hamilton vorbei und gewann die Führung durch den zeitgleichen Boxenstopp seines Teamkollegen Ricciardo zurück. In der 44. Runde kollidierte Verstappen im Senna-S mit Ocon. Der Franzose war zuvor überrundet worden und wollte sich auf dem schnelleren Supersoft-Reifensatz gegen Verstappen zurückrunden. Dabei berührten sich die beiden Boliden und drehten sich. Das Zurückrunden ist gemäß Reglement zwar möglich, für das Verursachen der Kollision erhielt Ocon aber eine zehnsekündige Stop-and-Go-Strafe. Über den Boxenfunk und in Interviews nach dem Rennen wurde Verstappen ausfallend, bei einer Konfrontation unmittelbar nach dem Rennen sogar handgreiflich gegenüber Ocon. Hierfür wurde er von der Fédération Internationale de l’Automobile zu zwei Tagen gemeinnütziger Arbeit verurteilt.
Durch die Kollision erbte Hamilton die Führung und gewann das Rennen schließlich vor Verstappen und Räikkönen. Für Räikkönen war es der letzte Podestplatz in seiner Formel-1-Karriere, für Hamilton der 72. Sieg. Hinter Bottas komplettierten Vettel, Sauber-Pilot Charles Leclerc, die Haas-Fahrer Grosjean und Magnussen und Pérez die Punkteränge. In 1:10,540 Minuten fuhr Bottas im 65. Umlauf die schnellste Rennrunde.
Sowohl in der Fahrer- als auch in der Konstrukteurswertung blieben die ersten drei Positionen unverändert.

## Meldeliste
| Team                             | Nr. | Fahrer             | Chassis                       | Motor                         | Reifen |
| -------------------------------- | --- | ------------------ | ----------------------------- | ----------------------------- | ------ |
| Mercedes AMG Petronas F1 Team    | 44  | Lewis Hamilton     | Mercedes-AMG F1 W09 EQ Power+ | Mercedes-AMG F1 M09 EQ Power+ | P      |
| Mercedes AMG Petronas F1 Team    | 77  | Valtteri Bottas    | Mercedes-AMG F1 W09 EQ Power+ | Mercedes-AMG F1 M09 EQ Power+ | P      |
| Scuderia Ferrari                 | 05  | Sebastian Vettel   | Ferrari SF71H                 | Ferrari 062 EVO               | P      |
| Scuderia Ferrari                 | 07  | Kimi Räikkönen     | Ferrari SF71H                 | Ferrari 062 EVO               | P      |
| Aston Martin Red Bull Racing     | 03  | Daniel Ricciardo   | Red Bull Racing RB14          | Renault R.E.18                | P      |
| Aston Martin Red Bull Racing     | 33  | Max Verstappen     | Red Bull Racing RB14          | Renault R.E.18                | P      |
| Williams Martini Racing          | 18  | Lance Stroll       | Williams FW41                 | Mercedes-AMG F1 M09 EQ Power+ | P      |
| Williams Martini Racing          | 35  | Sergei Sirotkin    | Williams FW41                 | Mercedes-AMG F1 M09 EQ Power+ | P      |
| Renault Sport F1 Team            | 27  | Nico Hülkenberg    | Renault R.S.18                | Renault R.E.18                | P      |
| Renault Sport F1 Team            | 55  | Carlos Sainz jr.   | Renault R.S.18                | Renault R.E.18                | P      |
| Red Bull Toro Rosso Honda        | 10  | Pierre Gasly       | Scuderia Toro Rosso STR13     | Honda RA618H                  | P      |
| Red Bull Toro Rosso Honda        | 28  | Brendon Hartley    | Scuderia Toro Rosso STR13     | Honda RA618H                  | P      |
| Haas F1 Team                     | 08  | Romain Grosjean    | Haas VF-18                    | Ferrari 062 EVO               | P      |
| Haas F1 Team                     | 20  | Kevin Magnussen    | Haas VF-18                    | Ferrari 062 EVO               | P      |
| McLaren F1 Team                  | 02  | Stoffel Vandoorne  | McLaren MCL33                 | Renault R.E.18                | P      |
| McLaren F1 Team                  | 14  | Fernando Alonso    | McLaren MCL33                 | Renault R.E.18                | P      |
| McLaren F1 Team                  | 47  | Lando Norris       | McLaren MCL33                 | Renault R.E.18                | P      |
| Alfa Romeo Sauber F1 Team        | 09  | Marcus Ericsson    | Sauber C37                    | Ferrari 062 EVO               | P      |
| Alfa Romeo Sauber F1 Team        | 16  | Charles Leclerc    | Sauber C37                    | Ferrari 062 EVO               | P      |
| Alfa Romeo Sauber F1 Team        | 36  | Antonio Giovinazzi | Sauber C37                    | Ferrari 062 EVO               | P      |
| Racing Point Force India F1 Team | 11  | Sergio Pérez       | Force India VJM11             | Mercedes-AMG F1 M09 EQ Power+ | P      |
| Racing Point Force India F1 Team | 31  | Esteban Ocon       | Force India VJM11             | Mercedes-AMG F1 M09 EQ Power+ | P      |
| Racing Point Force India F1 Team | 34  | Nicholas Latifi    | Force India VJM11             | Mercedes-AMG F1 M09 EQ Power+ | P      |

Anmerkungen
1. 1 2  Der McLaren mit der Startnummer 47 wurde im ersten freien Training für Norris eingesetzt. Alonso übernahm das Fahrzeug anschließend für das restliche Rennwochenende mit seiner Startnummer 14.
2. 1 2  Der Sauber mit der Startnummer 36 wurde im ersten freien Training für Giovinazzi eingesetzt. Ericsson übernahm das Fahrzeug anschließend für das restliche Rennwochenende mit seiner Startnummer 9.
3. 1 2  Der Force India mit der Startnummer 34 wurde im ersten freien Training für Latifi eingesetzt. Pérez übernahm das Fahrzeug anschließend für das restliche Rennwochenende mit seiner Startnummer 11.

## Klassifikationen

### Qualifying
| Pos.                                                                      | Fahrer            | Konstrukteur              | Q1       | Q2       | Q3       | Start |
| ------------------------------------------------------------------------- | ----------------- | ------------------------- | -------- | -------- | -------- | ----- |
| 01                                                                        | Lewis Hamilton    | Mercedes                  | 1:08,464 | 1:07,795 | 1:07,281 | 01    |
| 02                                                                        | Sebastian Vettel  | Ferrari                   | 1:08,452 | 1:07,776 | 1:07,374 | 02    |
| 03                                                                        | Valtteri Bottas   | Mercedes                  | 1:08,492 | 1:07,727 | 1:07,441 | 03    |
| 04                                                                        | Kimi Räikkönen    | Ferrari                   | 1:08,452 | 1:08,028 | 1:07,456 | 04    |
| 05                                                                        | Max Verstappen    | Red Bull Racing-TAG Heuer | 1:08,205 | 1:08,017 | 1:07,778 | 05    |
| 06                                                                        | Daniel Ricciardo  | Red Bull Racing-TAG Heuer | 1:08,544 | 1:08,055 | 1:07,780 | 11    |
| 07                                                                        | Marcus Ericsson   | Sauber-Ferrari            | 1:08,754 | 1:08,579 | 1:08,296 | 06    |
| 08                                                                        | Charles Leclerc   | Sauber-Ferrari            | 1:08,667 | 1:08,335 | 1:08,492 | 07    |
| 09                                                                        | Romain Grosjean   | Haas-Ferrari              | 1:08,735 | 1:08,239 | 1:08,517 | 08    |
| 10                                                                        | Pierre Gasly      | Scuderia Toro Rosso-Honda | 1:09,046 | 1:08,616 | 1:09,029 | 09    |
| 11                                                                        | Kevin Magnussen   | Haas-Ferrari              | 1:08,474 | 1:08,659 | –        | 10    |
| 12                                                                        | Sergio Pérez      | Force India-Mercedes      | 1:09,217 | 1:08,741 | –        | 12    |
| 13                                                                        | Esteban Ocon      | Force India-Mercedes      | 1:09,264 | 1:08,770 | –        | 18    |
| 14                                                                        | Nico Hülkenberg   | Renault                   | 1:09,009 | 1:08,834 | –        | 13    |
| 15                                                                        | Sergei Sirotkin   | Williams-Mercedes         | 1:09,259 | 1:10,381 | –        | 14    |
| 16                                                                        | Carlos Sainz jr.  | Renault                   | 1:09,269 | –        | –        | 15    |
| 17                                                                        | Brendon Hartley   | Scuderia Toro Rosso-Honda | 1:09,280 | –        | –        | 16    |
| 18                                                                        | Fernando Alonso   | McLaren-Renault           | 1:09,402 | –        | –        | 17    |
| 19                                                                        | Lance Stroll      | Williams-Mercedes         | 1:09,441 | –        | –        | 19    |
| 20                                                                        | Stoffel Vandoorne | McLaren-Renault           | 1:09,601 | –        | –        | 20    |
| 107-Prozent-Zeit: 1:12,979 min (bezogen auf Q1-Bestzeit von 1:08,205 min) |                   |                           |          |          |          |       |

Anmerkungen
1. ↑  Ricciardo wurde wegen der Verwendung neuer Antriebsteile um fünf Startplätze nach hinten versetzt.
2. ↑  Ocon wurde wegen eines Getriebewechsels um fünf Startplätze nach hinten versetzt.

### Rennen
| Pos. | Fahrer            | Konstrukteur              | Runden | Stopps | Zeit        | Start | Schnellste Runde |
| ---- | ----------------- | ------------------------- | ------ | ------ | ----------- | ----- | ---------------- |
| 01   | Lewis Hamilton    | Mercedes                  | 71     | 1      | 1:27:09,066 | 01    | 1:11,795 (70.)   |
| 02   | Max Verstappen    | Red Bull Racing-TAG Heuer | 71     | 1      | + 1,469     | 05    | 1:11,578 (61.)   |
| 03   | Kimi Räikkönen    | Ferrari                   | 71     | 1      | + 4,764     | 04    | 1:11,769 (64.)   |
| 04   | Daniel Ricciardo  | Red Bull Racing-TAG Heuer | 71     | 1      | + 5,193     | 11    | 1:11,343 (62.)   |
| 05   | Valtteri Bottas   | Mercedes                  | 71     | 2      | + 22,943    | 03    | 1:10,540 (65.)   |
| 06   | Sebastian Vettel  | Ferrari                   | 71     | 2      | + 26,997    | 02    | 1:10,831 (71.)   |
| 07   | Charles Leclerc   | Sauber-Ferrari            | 71     | 1      | + 44,199    | 07    | 1:12,082 (70.)   |
| 08   | Romain Grosjean   | Haas-Ferrari              | 71     | 1      | + 51,230    | 08    | 1:12,362 (71.)   |
| 09   | Kevin Magnussen   | Haas-Ferrari              | 71     | 1      | + 52,857    | 10    | 1:12,206 (67.)   |
| 10   | Sergio Pérez      | Force India-Mercedes      | 70     | 1      | + 1 Runde   | 12    | 1:12,472 (58.)   |
| 11   | Brendon Hartley   | Scuderia Toro Rosso-Honda | 70     | 1      | + 1 Runde   | 16    | 1:12,949 (53.)   |
| 12   | Carlos Sainz jr.  | Renault                   | 70     | 2      | + 1 Runde   | 15    | 1:12,169 (50.)   |
| 13   | Pierre Gasly      | Scuderia Toro Rosso-Honda | 70     | 1      | + 1 Runde   | 09    | 1:13,822 (55.)   |
| 14   | Esteban Ocon      | Force India-Mercedes      | 70     | 2      | + 1 Runde   | 18    | 1:12,352 (70.)   |
| 15   | Stoffel Vandoorne | McLaren-Renault           | 70     | 1      | + 1 Runde   | 20    | 1:12,968 (68.)   |
| 16   | Sergei Sirotkin   | Williams-Mercedes         | 69     | 1      | + 2 Runden  | 14    | 1:14,262 (52.)   |
| 17   | Fernando Alonso   | McLaren-Renault           | 69     | 2      | + 2 Runden  | 17    | 1:12,643 (57.)   |
| 18   | Lance Stroll      | Williams-Mercedes         | 69     | 2      | + 2 Runden  | 19    | 1:11,751 (68.)   |
| –    | Nico Hülkenberg   | Renault                   | 32     | 0      | DNF         | 13    | 1:14,029 (30.)   |
| –    | Marcus Ericsson   | Sauber-Ferrari            | 20     | 1      | DNF         | 06    | 1:15,281 (03.)   |

Anmerkungen
1. ↑  Vandoorne erhielt wegen des Ignorierens blauer Flaggen eine Zeitstrafe von fünf Sekunden.
2. ↑  Alonso erhielt wegen des Ignorierens blauer Flaggen eine Zeitstrafe von fünf Sekunden.

## WM-Stände nach dem Rennen
Die ersten zehn des Rennens bekamen 25, 18, 15, 12, 10, 8, 6, 4, 2 bzw. 1 Punkt(e).

### Fahrerwertung
| Pos. | Fahrer           | Konstrukteur              | Punkte |
| ---- | ---------------- | ------------------------- | ------ |
| 01   | Lewis Hamilton   | Mercedes                  | 383    |
| 02   | Sebastian Vettel | Ferrari                   | 302    |
| 03   | Kimi Räikkönen   | Ferrari                   | 251    |
| 04   | Valtteri Bottas  | Mercedes                  | 237    |
| 05   | Max Verstappen   | Red Bull Racing-TAG Heuer | 234    |
| 06   | Daniel Ricciardo | Red Bull Racing-TAG Heuer | 158    |
| 07   | Nico Hülkenberg  | Renault                   | 69     |
| 08   | Sergio Pérez     | Force India-Mercedes      | 58     |
| 09   | Kevin Magnussen  | Haas-Ferrari              | 55     |
| 10   | Fernando Alonso  | McLaren-Renault           | 50     |

| Pos. | Fahrer            | Konstrukteur              | Punkte |
| ---- | ----------------- | ------------------------- | ------ |
| 11   | Esteban Ocon      | Force India-Mercedes      | 49     |
| 12   | Carlos Sainz jr.  | Renault                   | 45     |
| 13   | Romain Grosjean   | Haas-Ferrari              | 35     |
| 14   | Charles Leclerc   | Sauber-Ferrari            | 33     |
| 15   | Pierre Gasly      | Scuderia Toro Rosso-Honda | 29     |
| 16   | Stoffel Vandoorne | McLaren-Renault           | 12     |
| 17   | Marcus Ericsson   | Sauber-Ferrari            | 9      |
| 18   | Lance Stroll      | Williams-Mercedes         | 6      |
| 19   | Brendon Hartley   | Scuderia Toro Rosso-Honda | 4      |
| 20   | Sergei Sirotkin   | Williams-Mercedes         | 1      |

### Konstrukteurswertung
| Pos. | Konstrukteur              | Punkte |
| ---- | ------------------------- | ------ |
| 01   | Mercedes                  | 620    |
| 02   | Ferrari                   | 553    |
| 03   | Red Bull Racing-TAG Heuer | 392    |
| 04   | Renault                   | 114    |
| 05   | Haas-Ferrari              | 90     |

| Pos. | Konstrukteur              | Punkte |
| ---- | ------------------------- | ------ |
| 06   | McLaren-Renault           | 62     |
| 07   | Force India-Mercedes      | 48     |
| 08   | Sauber-Ferrari            | 42     |
| 09   | Scuderia Toro Rosso-Honda | 33     |
| 10   | Williams-Mercedes         | 7      |